# بونبوتل
بونبوتل (به آلمانی: Bönebüttel) یک شهر در آلمان است که در Plön (District) واقع شده‌است. بونبوتل ۲٬۰۱۷ نفر جمعیت دارد.